# Buick Regal
Buick Regal (Королевский Бьюик) — среднеразмерный (mid-size) легковой автомобиль, выпускающийся американской компанией Buick, подразделением корпорации General Motors с 1973 года.
Появившись первоначально как люксовая версия автомобиля Century, постепенно Regal превратился в самостоятельную модель Buick. В 1998 году сборка автомобилей, параллельно с производством в Северной Америке, началась в Китае. Там и стартовал выпуск модели пятого поколения в 2008 году. Запущенный в 2017 году глобальный Regal нового поколения, скорее всего, будет последней моделью такого типа в гамме автомобилей компании. Подразделение Buick предполагается полностью переориентировать на производство кроссоверов.

## Первое поколение (1973—1977)
Представленное в конце 1972-го как модель 1973 года, купе Century Regal было вершиной модельного ряда Buick Century и одним из первых люксовых автомобилей корпорации General Motors. Парящие контуры его кузова и маленькие «оперные» окошки в задних стойках — характерные приметы начинающейся эры роскошных автомобилей. Классический американский автомобиль, Regal имел кузов, установленный на пространственную раму, задний привод и мост на пружинах.

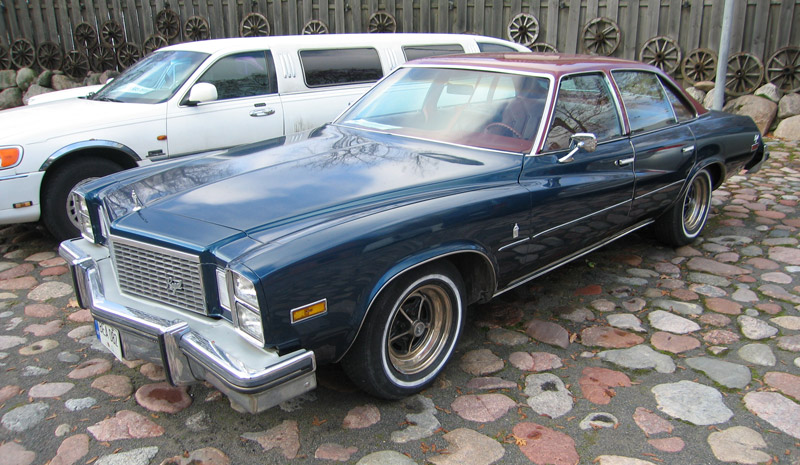
1976 Buick Regal Sedan

С 1975 года на пару к купе был добавлен седан Century Regal Sedan. Обе модели стали стандартно оснащать шестицилиндровым двигателем, по эффективности сопоставимым с восьмицилиндровым. 
С 1976 года автомобили получают обновлённую внешность, с четырьмя фарами, горизонтально расположенными у купе и вертикально — у седана. А с 1977 года модели начинают отделяться от прародителя и получают собственные обозначения, в каталоге их стали именовать Regal Coupe и Regal Sedan.
| Двигатели и трансмиссия | Двигатели и трансмиссия          | Двигатели и трансмиссия     | Двигатели и трансмиссия                                            | Двигатели и трансмиссия | Двигатели и трансмиссия | Двигатели и трансмиссия |
| ----------------------- | -------------------------------- | --------------------------- | ------------------------------------------------------------------ | ----------------------- | ----------------------- | ----------------------- |
| Двигатель               | Мощность, л. с./ обороты, об/мин | Момент, Нм/ обороты, об/мин | Трансмиссия                                                        | Годы                    | Применяемость           |                         |
| V6 231                  | 110/4000                         | 237/2000                    | Трёхступенчатая механическая или автоматическая (Turbo-Hydramatic) | 1975—1977               | Стандартно              |                         |
| V8 350-2                | 150/3800                         | 359/2400                    | Трёхступенчатая механическая или автоматическая (Turbo-Hydramatic) | 1973—1974               | Стандартно              |                         |
| V8 350-2                | 150/3800                         | 359/2400                    | Трёхступенчатая механическая или автоматическая (Turbo-Hydramatic) | 1975—1977               | Опция                   |                         |
| V8 350-4                | 175/3800                         | 366/2400                    | Трёхступенчатая механическая или автоматическая (Turbo-Hydramatic) | 1973—1977               | Опция                   |                         |
| V8 455-4                | 225/4000                         | 488/2600                    | Трёхступенчатая механическая или автоматическая (Turbo-Hydramatic) | 1973—1974               | Опция                   |                         |

## Второе поколение (1978—1987)
Более компактный Regal нового поколения стал отдельной моделью, хотя по-прежнему имел много общего с автомобилем Century. Первоначально он выпускался только с кузовом купе, спортивная версия которого Sport Coupe оснащалась шестицилиндровым двигателем с турбонаддувом, одним из первых в отрасли.
В 1980 году была представлена ограниченная партия автомобилей с особой отделкой Somerset. У изменённого Regal 1981 года были сильнее наклонённые решётка радиатора и капот, что позволило на 18% снизить сопротивление воздуха.

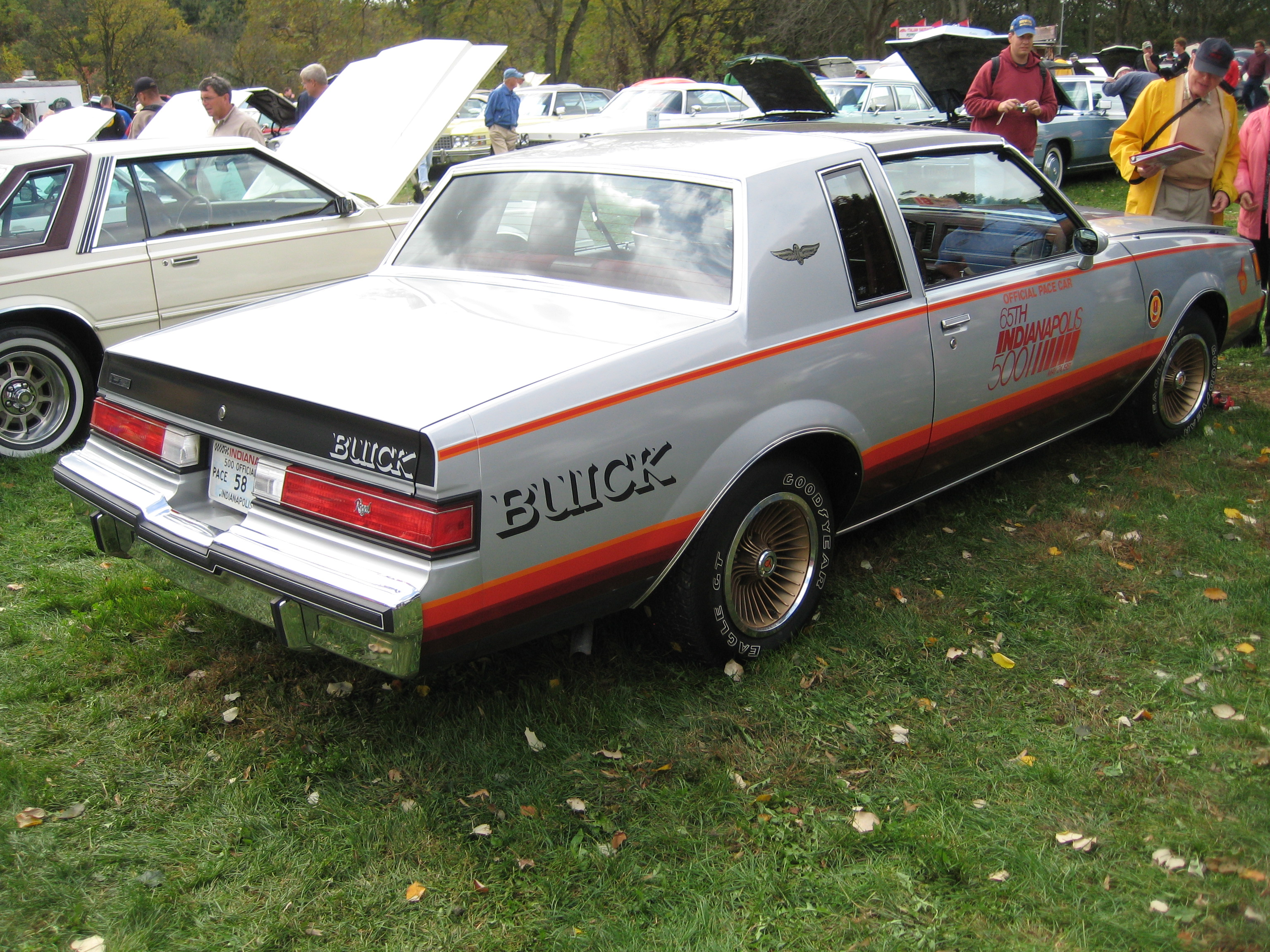
1981 Buick Regal Pace Car

В 1981 году специально подготовленный Regal был машиной безопасности (Pace Car) на старте знаменитой гонки 500 миль Индианаполиса. Окрашенный в серебристый цвет с оранжевыми и коричневыми полосками автомобиль имел увеличенного объёма форсированный шестицилиндровый двигатель без наддува мощностью 281 л.с., усиленную трёхступенчатую автоматическую трансмиссию и модифицированную подвеску. Отдельно, для продажи, были изготовлены 150 копий, оформленные как автомобиль безопасности, но со стандартной технической начинкой.

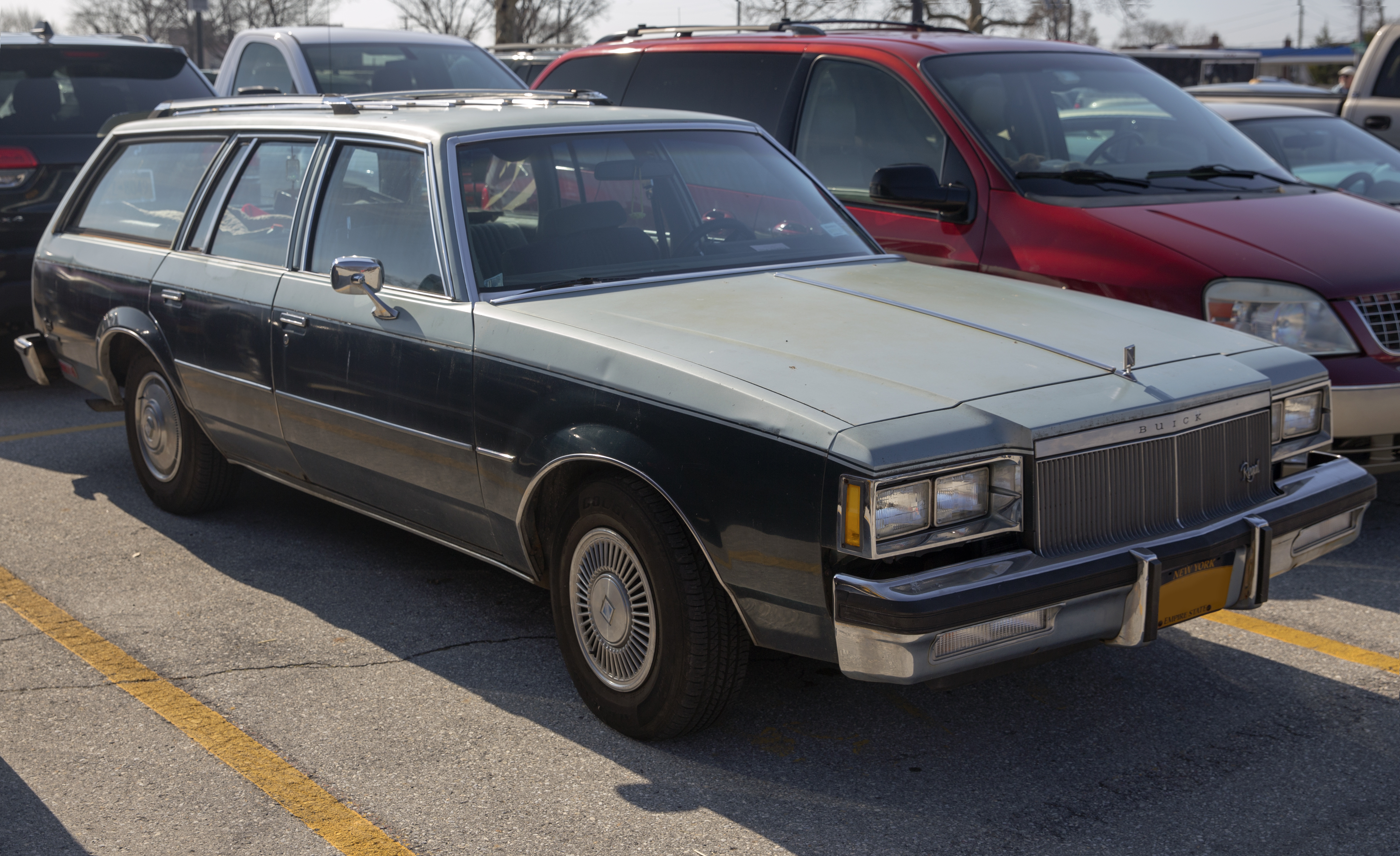
1982 Buick Regal Estate Wagon

В 1982 году в линейке автомобилей помимо купе появился седан Sedan и универсал Estate Wagon, на все модели стали предлагать шести- и восьмицилиндровые дизели. Вновь был выпущен Somerset, отделанный с «неограниченным шиком», как написано в рекламном проспекте. В 1983 году Sport Coupe с турбированным мотором был переименован в T-type, как и все спортивные модели Buick. В 1984 году спортивная версия T-type получила более мощный наддувный двигатель, оснащённый системой впрыска топлива. Универсал Estate Wagon исчез из модельной линейки Regal, седан пока ещё остался.

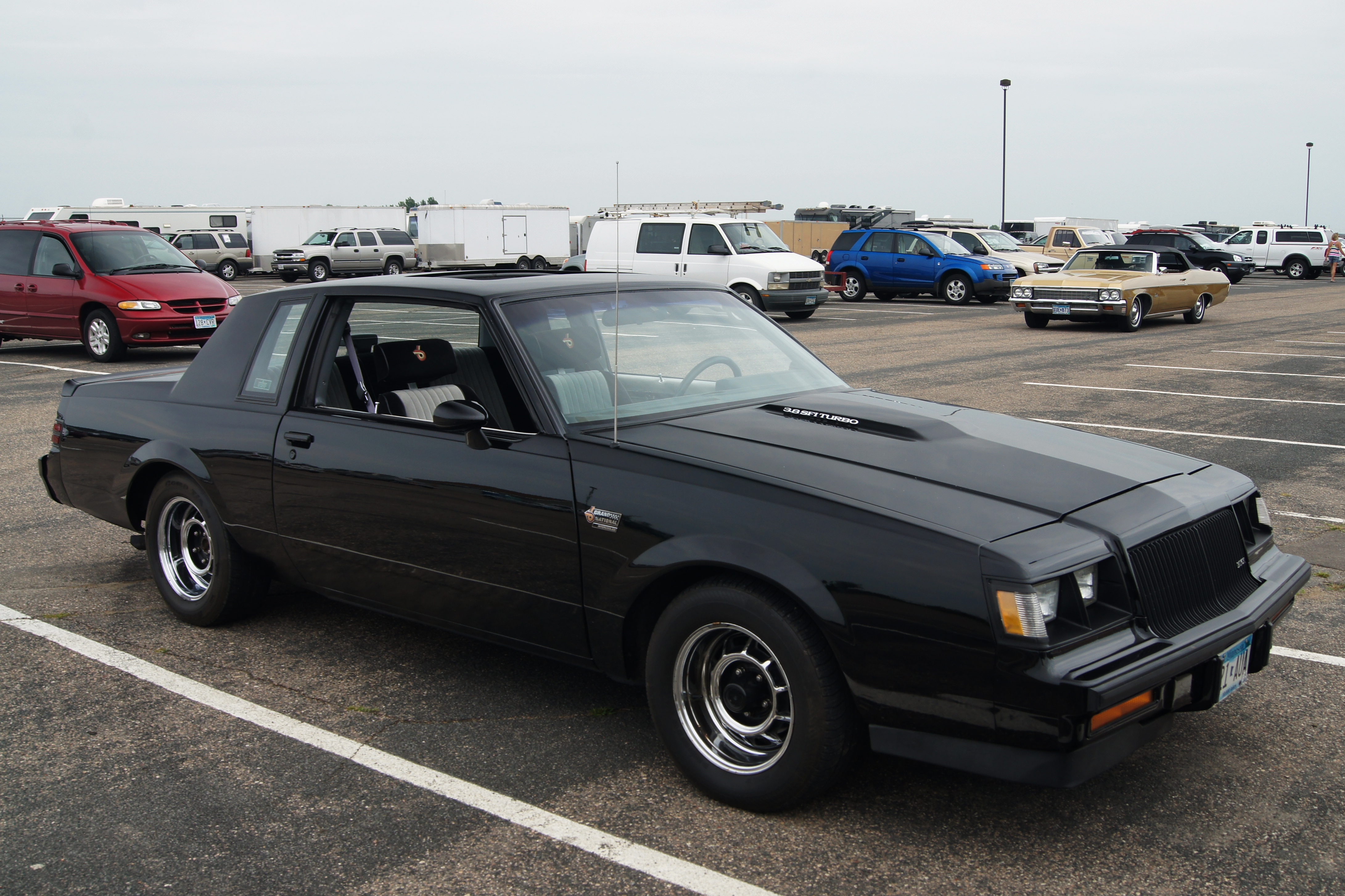
1987 Buick Regal Grand National

В ознаменование побед 1981 и 1982 года в гонках NASCAR, в 1984 и 1985 году были выпушены ограниченные партии автомобилей Regal Grand National (GN). Окрашенные в чёрный цвет модели имели спойлеры сзади и под передним бампером, быстрое рулевое, специальную подвеску и особые колёса и шины.
В 1986 году увидел свет экстремальный Regal GNX с турбированным шестицилиндровым двигателем с интеркулером, заявленная мощность которого составляла 235 л.с. На тестах журнала Car and Driver он оказался быстрее Corvette и «был быстрее большинства продаваемых в США Ferrari»: — писали журналисты издания. Правда измеренная его мощность оказалась равной 290 л.с., похоже, что журналистам был передан специально форсированный вариант. Всего в 1984—1987 годах было изготовлено более 20 тысяч Regal Grand National, более 500 из которых были версиями GNX.
С 1985 года не стало седана, остались только купе, обычное и спортивное T-type. На спортивный автомобиль стали устанавливать более мощный турбированный мотор с интеркулером. Отдельной моделью компании стал Buick Somerset.
| Двигатели и трансмиссия | Двигатели и трансмиссия          | Двигатели и трансмиссия     | Двигатели и трансмиссия                                     | Двигатели и трансмиссия | Двигатели и трансмиссия |
| ----------------------- | -------------------------------- | --------------------------- | ----------------------------------------------------------- | ----------------------- | ----------------------- |
| Двигатель               | Мощность, л. с./ обороты, об/мин | Момент, Нм/ обороты, об/мин | Трансмиссия                                                 | Годы                    | Применяемость           |
| V6 3.2 (LC9)            | 95/3800                          | 210/2000                    | Трёх или четырёхступенчатая механическая или автоматическая | 1978—1979               | Стандартно              |
| V6 3.8 (LD5)            | 105/3400                         | 251/2000                    | Автоматическая                                              | 1978—1979               | Опция                   |
| V6 3.8 (LD5)            | 105/3400                         | 251/2000                    | Автоматическая                                              | 1980—1987               | Стандартно              |
| V6 3.8 Turbo (LC5)      | 150/3800                         | 332/2400                    | Автоматическая                                              | 1978                    | Стандартно Sport        |
| V6 3.8 Turbo (LC8)      | 165/4000                         | 359/2800                    | Автоматическая                                              | 1978                    | Опция Sport             |
| V6 3.8 Turbo (LC8)      | 165/4000                         | 359/2800                    | Автоматическая                                              | 1979—1982               | Стандартно Sport        |
| V6 3.8 Turbo (LC8)      | 165/4000                         | 359/2800                    | Автоматическая                                              | 1983                    | Стандартно T-type       |
| V6 3.8 Turbo (LM9)      | 110                              | 285                         | Автоматическая                                              | 1984—1986               | Стандартно T-type       |
| V6 3.8 Turbo (LC2)      | 235/4000                         | 447/2400                    | Автоматическая                                              | 1986                    | Стандартно T-type       |
| V6 3.8 Turbo (LC2)      | 245                              |                             | Автоматическая                                              | 1987                    | Стандартно T-type       |
| V6 4.1 (LC4)            | 125/4000                         | 278/2000                    | Автоматическая                                              | 1982—1984               | Опция                   |
| V6 4.3 Diesel (LT6)     | 85/3600                          | 224/1600                    | Автоматическая                                              | 1982—1985               | Опция                   |
| V8 4.3 (LS5)            | 120                              |                             | Автоматическая                                              | 1980—1981               | Опция                   |
| V8 4.9 (L37)            | 150                              |                             | Трёх или четырёхступенчатая механическая или автоматическая | 1979                    | Опция                   |
| V8 4.9 (L37)            | 150                              | Автоматическая              | 1980                                                        |                         | Опция                   |
| V8 5.0 (LG3)            | 145/3800                         | Автоматическая              | 332/2400                                                    | 1978                    | Опция                   |
| V8 5.0 (LG4)            | 160/4000                         | Автоматическая              | 319/2400                                                    | 1978—1980               | Опция                   |
| V8 5.0 (LV2)            | 140                              | Автоматическая              | 340                                                         | 1986—1987               | Опция                   |
| V8 5.7 Diesel (LF9)     | 105                              | Автоматическая              | 278                                                         | 1982—1983               | Опция                   |

## Третье поколение (1988—1996)

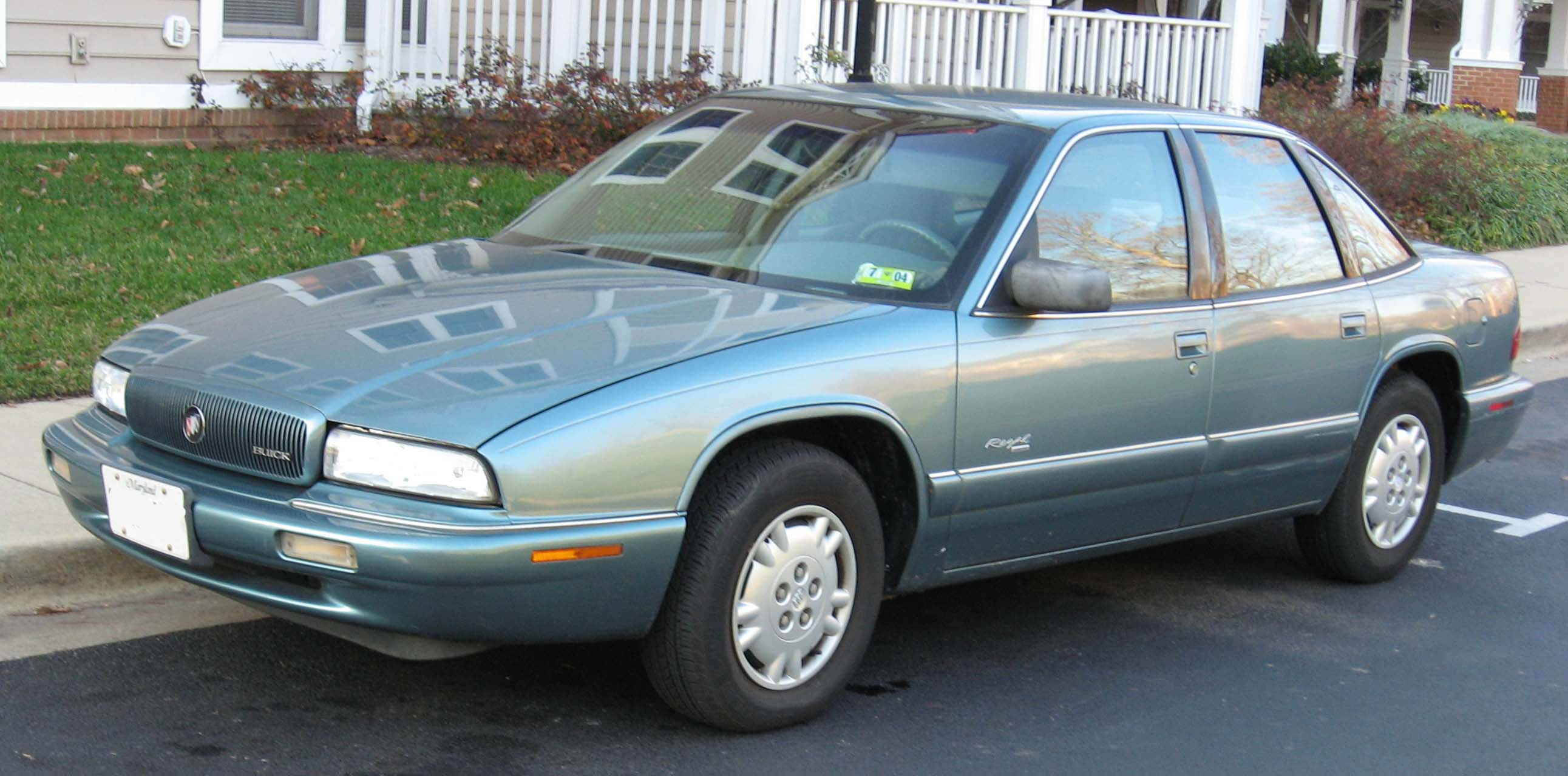
1995 Buick Regal Sedan

Представитель следующего поколения автомобилей Buick, полностью новый Regal стал меньше и, следуя общей тенденции, был переведён на передний привод. Все модели этого поколения оснащались шестицилиндровыми двигателями. 
Появившееся первым купе имело несущий кузов, переднюю и заднюю независимые подвески и дисковые тормоза на всех колёсах. 
В 1990 году к линейке моделей был добавлен седан. Обе модели, купе и седан выпускались и в спортивной версии GS (Grand Sport) с настроенной подвеской, оригинальными колёсами увеличенной размерности и кожаной отделкой салона.
| Двигатели и трансмиссия | Двигатели и трансмиссия          | Двигатели и трансмиссия     | Двигатели и трансмиссия           | Двигатели и трансмиссия |
| ----------------------- | -------------------------------- | --------------------------- | --------------------------------- | ----------------------- |
| Двигатель               | Мощность, л. с./ обороты, об/мин | Момент, Нм/ обороты, об/мин | Трансмиссия                       | Годы применения         |
| V6-2.8                  | 130/4500                         | 230/3600                    | Четырёхступенчатая автоматическая | 1988—1989               |
| V6-3.1                  | 140/4800                         | 244/3600                    | Четырёхступенчатая автоматическая | 1990—1993               |
| V6-3.1                  | 160/5200                         | 251/4000                    | Четырёхступенчатая автоматическая | 1994—1995               |
| V6-3.8                  | 170/4800                         | 298/2800                    | Четырёхступенчатая автоматическая | 1990—1995               |

## Четвёртое поколение (1997—2008)
Вернувшись к исходному состоянию, Regal четвёртого поколения был всего лишь люксовой версией модели Century. Представленный в декабре 1996 года, автомобиль поступил в продажу во втором квартале 1997-го, поэтому иногда называется моделью 1997 ½ (с половиной) года.
Автомобиль стал чуть больше, что позволило с лучшим комфортом разместиться пассажирам в салоне. Новый кузов был на 40% жёстче и имел сминаемые при ударе зоны спереди и сзади. 
Остался только седан, который в стандартном исполнении LS оснащался атмосферным шестицилиндровым двигателем. Более быстрая версия GS имела тот же мотор, оснащённый нагнетателем (Supercharged). Оба двигателя агрегатировались с четырёхступенчатой автоматической коробкой передач. Автомобиль имел независимые пружинные переднюю и заднюю подвески, реечное рулевое управление с усилителем и дисковые тормоза на всех колёсах.
В 1999 году за счёт снижения потерь на впуске и выпуске мощность базового атмосферного двигателя была немного увеличена.
В 2004 году производство Regal в Северной Америке было прекращено, его заменил новый автомобиль LaCrosse.
| Двигатели и трансмиссия   | Двигатели и трансмиссия          | Двигатели и трансмиссия     | Двигатели и трансмиссия                    | Двигатели и трансмиссия |
| ------------------------- | -------------------------------- | --------------------------- | ------------------------------------------ | ----------------------- |
| Двигатель                 | Мощность, л. с./ обороты, об/мин | Момент, Нм/ обороты, об/мин | Трансмиссия                                | Годы применения         |
| V6-3.8 (L36)              | 195/5200                         | 298/4000                    | четырёхступенчатая автоматическая (4T60E)  | 1997                    |
| V6-3.8 (L36)              | 195/5200                         | 298/4000                    | четырёхступенчатая автоматическая (4T65-E) | 1997—1998               |
| V6-3.8 (L36)              | 200/5200                         | 305/4000                    | четырёхступенчатая автоматическая (4T65-E) | 1999—2004               |
| V6-3.8 Supercharged (L67) | 240/5200                         | 380/3600                    | четырёхступенчатая автоматическая (4T65-E) | 1997—2004               |

| Продажи в США | Продажи в США |
| ------------- | ------------- |
| Год           | Количество    |
| 1997          | 50 691        |
| 1998          | 65 979        |
| 1999          | 74 016        |
| 2000          | 65 167        |
| 2001          | 49 992        |
| 2002          | 40 754        |
| 2003          | 23 677        |
| 2004          | 13 775        |
| 2005          | 602           |

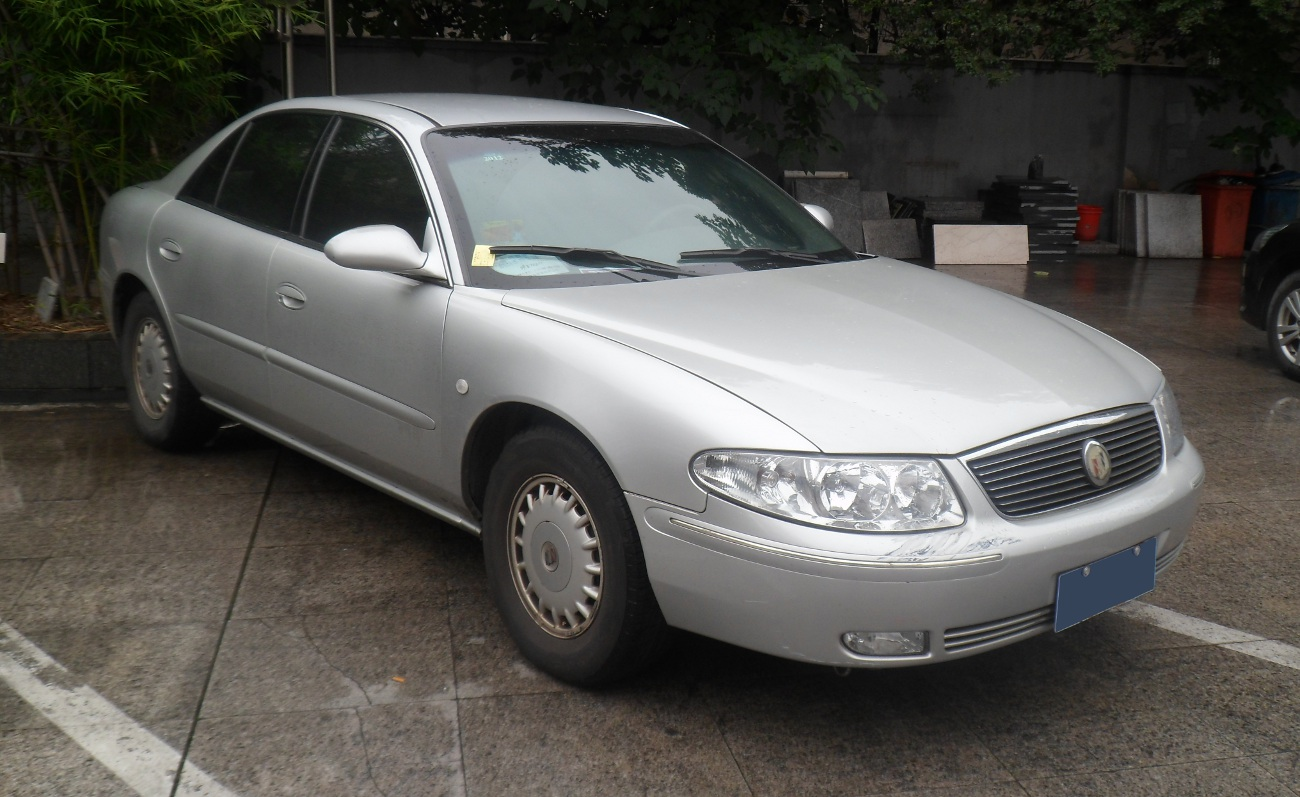
Китайский Buick Regal

В декабре 1998 года сборка автомобиля, названного New Century, началась в Китае на совместном предприятии SAIC-GM. А уже в конце 2002 года был запущен, сделанный специально для Китая, Regal. Новый автомобиль не только внешне, но и технически отличался от американской модели. Так, помимо шестицилиндровых двигателей, он оснащался четырёхцилиндровым мотором. Производство автомобилей продолжалось до 2008 года, когда они были заменены моделью нового поколения.
| Двигатели и трансмиссия | Двигатели и трансмиссия          | Двигатели и трансмиссия     | Двигатели и трансмиссия                    | Двигатели и трансмиссия |
| ----------------------- | -------------------------------- | --------------------------- | ------------------------------------------ | ----------------------- |
| Двигатель               | Мощность, л. с./ обороты, об/мин | Момент, Нм/ обороты, об/мин | Трансмиссия                                |                         |
| I4-2.0 (L34)            | 124/5400                         | 180/4000                    | пятиступенчатая механическая (F25)         |                         |
| V6-2.5 (LB8)            | 152/5600                         | 209/4400                    | четырёхступенчатая автоматическая (4T65-E) |                         |
| V6-3.0 (LW9)            | 171/5200                         | 256/4400                    | четырёхступенчатая автоматическая (4T65-E) |                         |

## Пятое поколение (2008—2017)

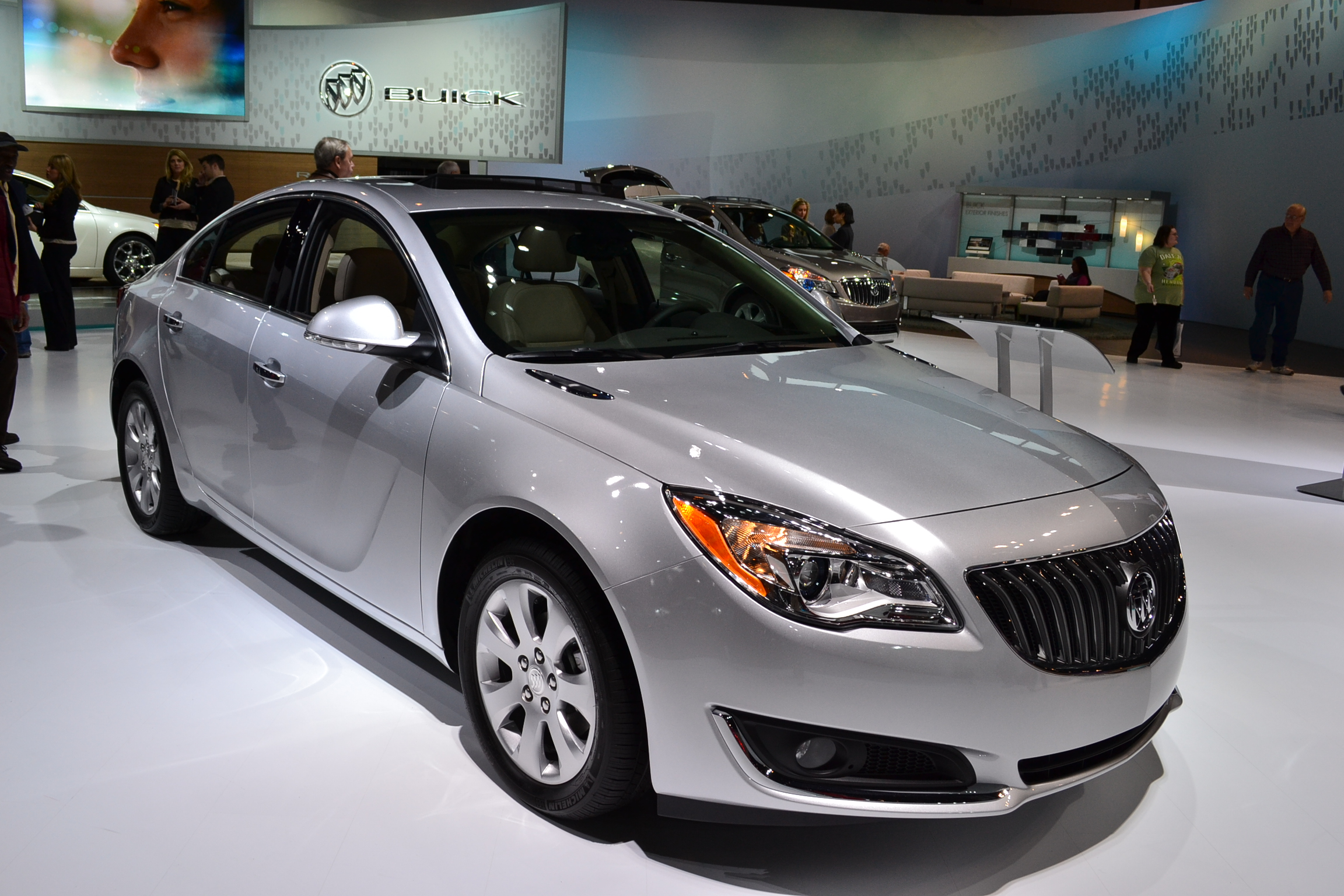
Американский Buick Regal после обновления

Выпуск Regal нового поколения начался в конце 2008 года в Китае на совместном предприятии SAIC-GM. В следующем году было принято решение о производстве этой модели в Канаде для Североамериканского рынка и весной 2010 года первые автомобили поступили в продажу в США.
Созданный на базе Opel Insignia, получившего приз «Европейский автомобиль 2009 года», новый Regal имел отлично настроенное шасси́ и турбированный двигатель, что позволяло получать небывалое ранее удовольствие от вождения.
В 2012 году была представлена спортивная версия GS с форсированным двигателем, активной подвеской, тормозами Brembo и стандартно устанавливаемой аудиосистемой Harman/Kardon. А также упрощённый гибрид (eAssist), у которого вместо обычного генератора был установлен более мощный мотор-генератор и небольшая литий-ионная батарея. При торможении двигатель выключался, но не отсоединялся от колёс, в результате чего мотор-генератор вырабатывал ток, заражая батарею. При остановке автомобиля всё выключалось. А несколько первых секунд трогания происходили на электротяге, двигатель включался позже. Всё это позволяло экономить топливо и снижать уровень токсичных выбросов.
В 2014 году автомобиль получил немного обновлённые салон и внешность, более мощный турбомотор, устанавливаемый по заказу полный привод Haldex и целый комплект  умных систем помощи водителю. Китайский автомобиль, помимо общего обновления, получил ещё и новый двигатель. 
| Двигатели и трансмиссия | Двигатели и трансмиссия          | Двигатели и трансмиссия     | Двигатели и трансмиссия                                                     | Двигатели и трансмиссия | Двигатели и трансмиссия |
| ----------------------- | -------------------------------- | --------------------------- | --------------------------------------------------------------------------- | ----------------------- | ----------------------- |
| Двигатель               | Мощность, л. с./ обороты, об/мин | Момент, Нм/ обороты, об/мин | Трансмиссия                                                                 | Годы применения         | Регион                  |
| I4-1.6 Turbo            | 184/5800                         | 235/2200—5600               | шестиступенчатая механическая (F40-6)                                       | 2014—2017               | Китай                   |
| I4-2.0 Turbo (Ecotec)   | 147/6200                         | 190/4600                    | шестиступенчатая механическая (F40-6)                                       | 2008—2017               | Китай                   |
| I4-2.0 Turbo (Ecotec)   | 220/5300                         | 350/2000                    | шестиступенчатая механическая (F40-6) или автоматическая (Hydra-Matic 6T50) | 2010—2013               | Северная Америка        |
| I4-2.0 Turbo (Ecotec)   | 259/5300                         | 400/2000—3000               | шестиступенчатая механическая (F40-6) или автоматическая (Hydra-Matic 6T70) | 2014—2017               | Северная Америка        |
| I4-2.0 Turbo (Ecotec)   | 270/5300                         | 400/2400                    | шестиступенчатая механическая (F40-6)                                       | 2012—2013               | Северная Америка        |
| I4-2.4 (Ecotec)         | 170/6400                         | 225/4800                    | шестиступенчатая механическая (F40-6)                                       | 2008—2013               | Китай                   |
| I4-2.4 (Ecotec)         | 187/6200                         | 240/4800                    | шестиступенчатая механическая (F40-6)                                       | 2014                    | Китай                   |
| I4-2.4 (Ecotec)         | 182/6700                         | 233/4900                    | шестиступенчатая автоматическая (Hydra-Matic 6T40/6T45)                     | 2010—2017               | Северная Америка        |

| Продажи в США | Продажи в США |
| ------------- | ------------- |
| Год           | Количество    |
| 2010          | 12 326        |
| 2011          | 40 144        |
| 2012          | 24 616        |
| 2013          | 18 685        |
| 2014          | 22 560        |
| 2015          | 19 504        |
| 2016          | 19 833        |
| 2017          | 11 559        |

## Шестое поколение (2017—н.в.)

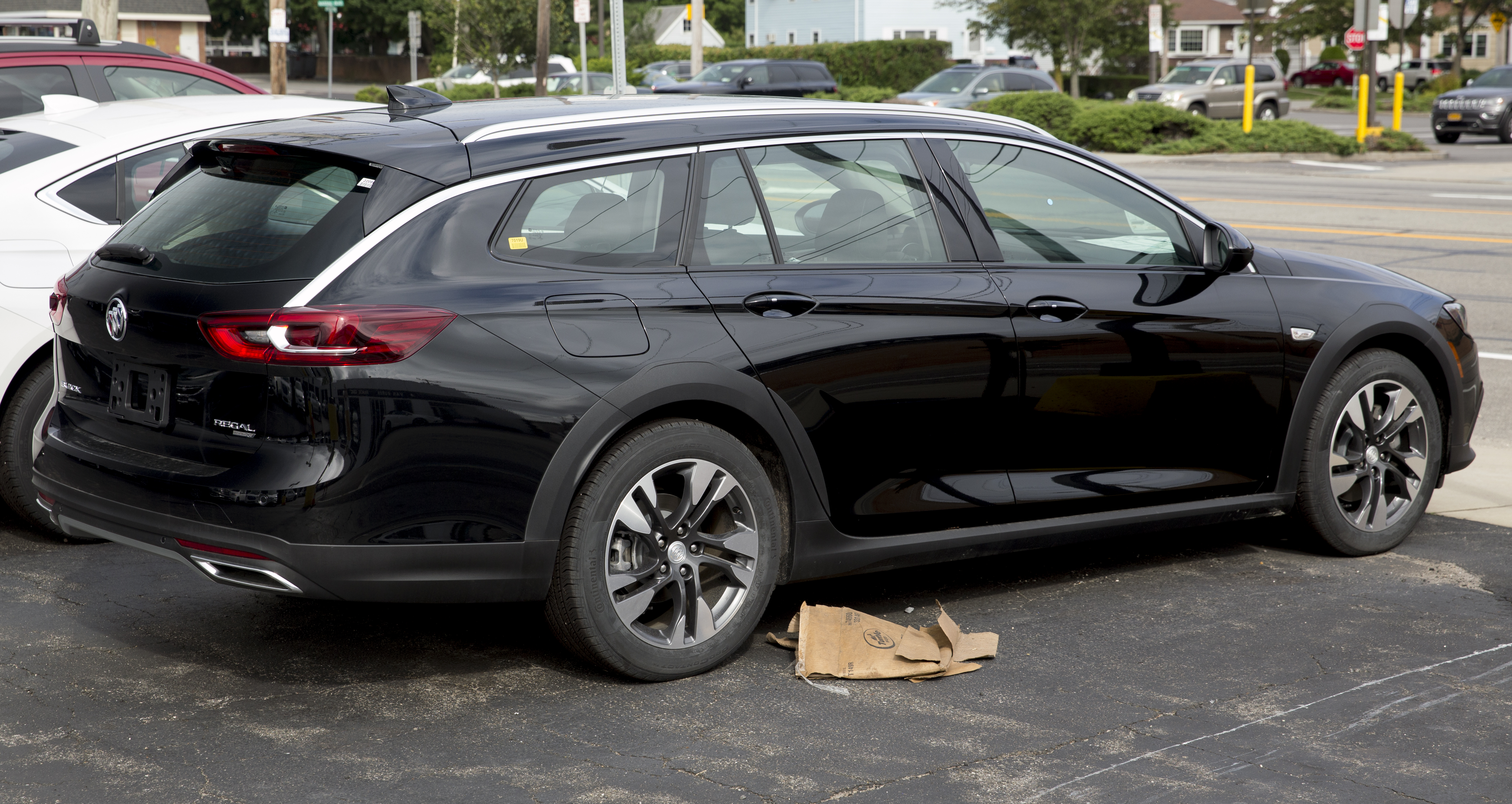
Универсал Buick Regal TourX

Весной 2017 года Regal Sportback с кузовом лифтбек и Regal TourX с кузовом универсал были представлены в США. Практически в это же время на автосалоне в Шанхае был представлен Regal седан. Летом все эти модели поступили в продажу. Автомобили были по-прежнему созданы на единой платформе с такими моделями корпорации, как Opel Insignia и Holden Commodore.
Новый Regal седан стал длиннее и шире предшественника, а центр тяжести его стал ниже. Благодаря стильному обтекаемому дизайну, он сочетал в себе стремительность купе со статью премиального седана. Увеличенная колёсная база сделала салон просторнее. Более 80% его отделки — это мягкие, приятные на ощупь материалы. В сочетании с двойной прострочкой кожаной обивки, специальной подсветкой и большими мультимедийными экранами, всё это создаёт ощущение роскоши в стиле хай-тек.
Автомобиль оснащался  четырёхцилиндровыми двигателями с турбонаддувом и непосредственным впрыском топлива. Моторы агрегатировались с девятиступенчатой автоматической трансмиссией, что, в сочетании со стандартно устанавливаемой системой старт-стоп, обеспечивало приемлемую топливную экономичность.
Независимые передняя и задняя подвески, большинство деталей которых были выполнены из лёгкого сплава, обеспечивали прекрасные ходовые свойства. А наличие множества разнообразных систем помощи водителю делали безопасным движение в различных дорожных условиях.
Спортивная версия седана GS имела иное оформление внешнего вида и салона, спортивные сиденья, адаптивную подвеску и четырёхпоршневые тормоза Brembo спереди.
Помимо этого, в Китае предлагалась гибридная версия автомобиля. Она оснащалась  1,8-литровым бензиновым двигателем с непосредственным впрыском топлива мощностью 128 л.с. (94 КВт) и электромеханической трансмиссией с планетарным редуктором и двумя электромоторами на постоянных магнитах мощностью 60 и 54 КВт, литий-ионной батареей ёмкостью 1,5 КВт ч и преобразующими и управляющими электрическими элементами.

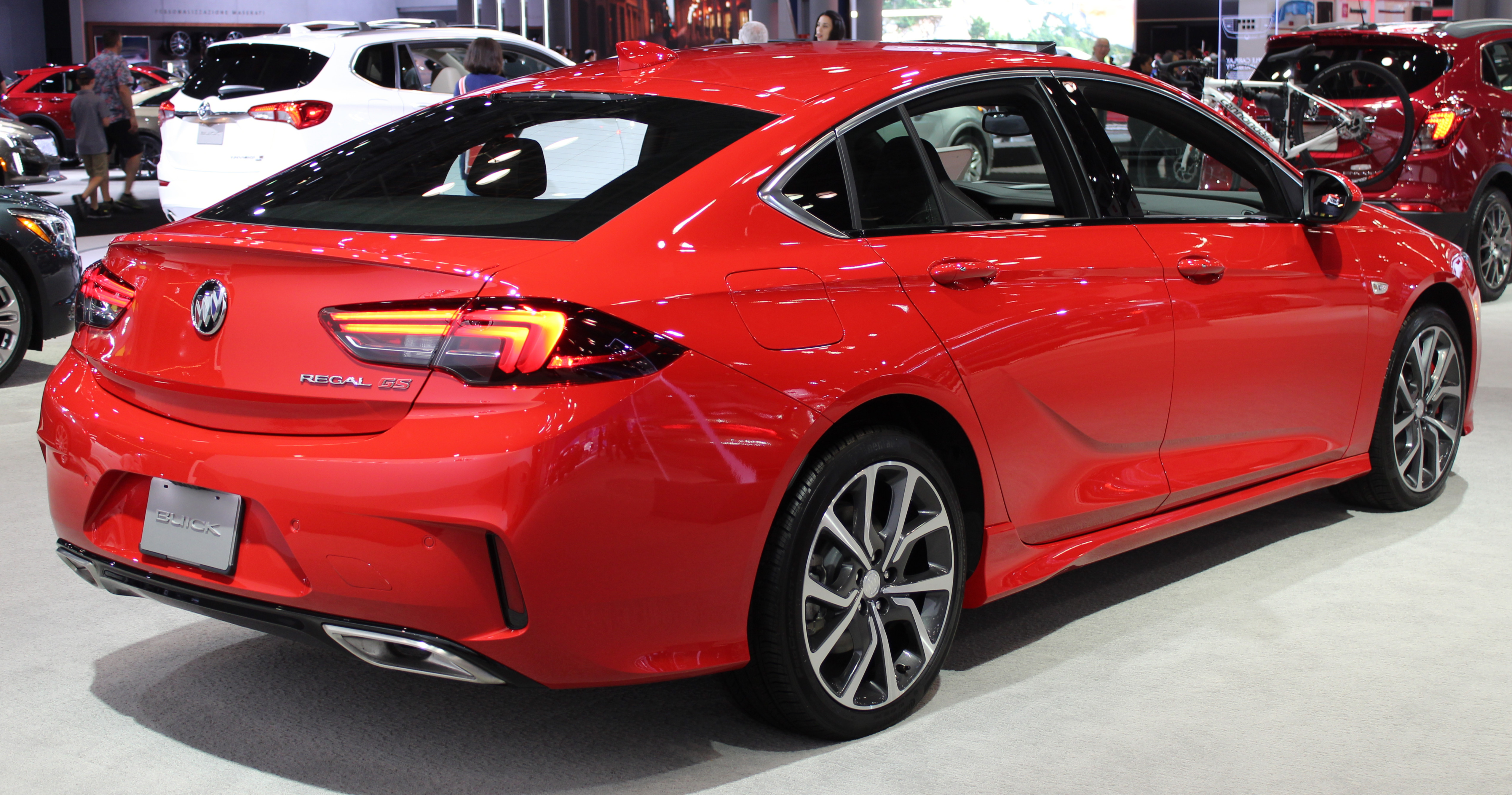
Лифтбек Buick Regal Sportback

Модель Sportback — лифтбек с большой дверью багажника была предназначена тем, кто уже имел кроссовер, но нуждался в более элегантном повседневном автомобиле, универсальном, который, при необходимости, может предоставить достаточно места в багажнике. Это несложно было организовать в новой модели благодаря складывающейся в пропорции 40/20/40 спинкой заднего сиденья. Помимо переднеприводного (FWD) автомобиля предлагалась также и полноприводная (AWD) версия.
Спортивный лифтбек GS оснащался мощным  шестицилиндровым двигателем, восьмиступенчатой автоматической трансмиссией, только полным приводом (AWD), активной подвеской, тормозами Brembo спереди и настроенной выхлопной системой. В салоне автомобиля были установлены сиденья с подогревом, вентиляцией и функцией массажа с множеством регулировок.
Летом 2018 года покупателям был предложен отделанный с максимальной роскошью лифтбек Avenir. Помимо особого оформления снаружи и внутри, автомобиль имел подключённую к облачному хранилищу данных бортовую информационную систему. Это позволяло водителю сохранить все возможные настройки и использовать их на другом, совместимом автомобиле.
Универсал TourX был выше, выглядел солиднее, имел больше и лучше организованное пространство для багажа, и предлагался только в полноприводном (AWD) варианте. За спинками задних сидений можно было поместить поклажу объёмом до 926 литров, а если сложить спинку заднего сиденья, то до 2081 литра. Дверь багажного отсека открывалась автоматически, без использования рук.
| Двигатели и трансмиссия | Двигатели и трансмиссия          | Двигатели и трансмиссия     | Двигатели и трансмиссия          | Двигатели и трансмиссия | Двигатели и трансмиссия |
| ----------------------- | -------------------------------- | --------------------------- | -------------------------------- | ----------------------- | ----------------------- |
| Двигатель               | Мощность, л. с./ обороты, об/мин | Момент, Нм/ обороты, об/мин | Трансмиссия                      | Годы применения         | Модель                  |
| I4-1.5 Turbo            | 125/5600                         | 252/2000—4000               | Девятиступенчатая автоматическая | 2017—                   | Sedan                   |
| I4-2.0 Turbo            | 192/5400                         | 350/2000—5000               | Девятиступенчатая автоматическая | 2017—                   | Sedan                   |
| I4-2.0 Turbo            | 250/5400                         | 352/2000—5200               | Девятиступенчатая автоматическая | 2017—                   | Sportback (FWD)         |
| I4-2.0 Turbo            | 250/5500                         | 400/3000—4000               | Восьмиступенчатая автоматическая | 2017—                   | Sportback (AWD)         |
| I4-2.0 Turbo            | 250/5500                         | 400/3000—4000               | Восьмиступенчатая автоматическая | 2017—                   | TourX                   |
| V6-3.6                  | 310/6800                         | 353/5200                    | Восьмиступенчатая автоматическая | 2018—                   | Sportback GS            |